# Seriphidium assurgens
Seriphidium assurgens là một loài thực vật có hoa trong họ Cúc. Loài này được (Filat.) K.Bremer & Humphries ex Y.R.Ling miêu tả khoa học đầu tiên năm 1991.